# Fårikål
Fårikål – tradycyjna norweska potrawa i danie narodowe tegoż kraju. Składa się z kawałków baraniny, kapusty, czarnego pieprzu i okazjonalnie z mąki pszennej, tradycyjnie podawanej z ziemniakami gotowanymi w skórkach. Danie jest zwykle przygotowywane wczesną jesienią, a ponad 70% populacji Norwegii twierdzi, że jadło to danie przynajmniej raz w tym okresie.
W Norwegii odbywa się także święto potrawy Fårikål obchodzone każdego roku w ostatni czwartek września.

## Nazwa
Nazwa Fårikål to słowo złożone, które oznacza „baraninę w kapuście”. Dawniej potrawa ta nazywała się z języka duńskiego „gaas i hvidkaal”.

## Popularność
29 września 2012 roku Księga rekordów Guinnessa zatwierdziła rekord świata w przygotowaniu największej w historii porcji potrawy fårikål. W rezultacie otrzymano 594,2 kg potrawy. Wydarzenie to odbyło się w Oslo w Norwegii i wzięło w nim udział około 10 000 osób. 
W latach 70. XX wieku potrawa fårikål została wybrana narodowym daniem Norwegii w programie radiowym Nitimen. W 2014 roku, po kontrowersyjnej decyzji minister żywności i rolnictwa Sylvi Listhaug o zmianie narodowego dania, ponownie potwierdzono, że Fårikål dalej pozostanie na pozycji dania narodowego.